# Sint-Theresiakerk (Borne)
De Sint-Theresiakerk is een kerkgebouw in het Overijsselse Borne. De kerk is in 1935 in gebruik genomen en is ontworpen door de architect W.A.M. te Riele in een enigszins neogotische stijl. Het was de laatste kerk die Te Riele ontwierp. De kerk werd opgericht wegens een toenemend aantal rooms-katholieken in een zuidelijke uitbreiding. 
Het gebouw heeft een totale oppervlakte van ongeveer 1150 vierkante meter. De middenbeuk heeft een gemiddelde hoogte van circa 15 meter en de zijbeuk een van circa 10 meter. Het bevindt zich langs de N743.
Wegens teruglopend kerkbezoek is de kerk per 31 december 2015 gesloten. Het gebouw was tot die tijd in gebruik door de parochie H.H. Jacobus en Johannes. In 2016 is het gebouw verkocht en daarna verbouwd tot gezondheidscentrum met onder andere een huisartsenpost en fysiotherapie praktijk. Bij de verbouwing zijn veel originele elementen van het gebouw behouden gebleven.